# Підлуцький Олексій Георгійович
Олексій Георгійович Підлуцький (Олекса Підлуцький) (10 квітня 1956, м. Київ — 13 серпня 2020, Туреччина) — український журналіст, публіцист, педагог, письменник.

## Біографія

### Навчання
- 1972–1977 — навчання на економічному факультеті Київського Національного університету імені Тараса Шевченка;
- 1979–1983 — аспірантура в Київському політехнічному інституті;
- 1995–1996 — докторантура в Українському вільному університеті (Німеччина, м. Мюнхен);
- 1994–1997 — докторантура в Інституті економіки Національної Академії Наук України;
- 1997 (жовтень-листопад) — стажування в Академії журналістської майстерності «Клаузенгоф» (м.Рьоде, Федеративна Республіка Німеччини).

Захистив в Інституті економіки Академії Наук України кандидатську дисертацію на тему «Вплив зростання органічної будови виробництва на економію живої та уречевленої праці» (1984).

### Праця
- 1977–1979 — працівник Центрального Статистичного Управління УРСР;
- З 1980 — викладач, а в 1990–1995 роках доцент, заступник декана факультету по роботі з іноземними студентами в Київському політехнічному інституті (КПІ). В 1992 році був одним з засновників першої в Україні кафедри промислового маркетингу в КПІ.
- З 1992 року спочатку паралельно з науково-викладацькою роботою, а з 1997 року виключно — професійно займається журналістсько-редакційною роботою:
- 1992 (січень-грудень) — головний редактор газети «Фінансовий Київ»;
- січень 1993-квітень 1996 року — заступник головного редактора, завідувач Київського редакційного бюро журналу «Ukraine Report» (м. Мюнхен, Німеччина); кореспондент Київського бюро Української служби радіостанції «Свобода»;
- вересень 1996-серпень 1999 — редактор відділу міжнародної політики та інформації редакції газети «День»;
- З серпня 1999 року:
 — перший заступник головного редактора газети «Україна і світ сьогодні»;
 — прес-офіцер прес-служби Папи Івана Павла ІІ під час його візиту в Україну;
 — редактор економічного відділу та заступник головного редактора газети «Правда Украины»;
 — головний редактор інформаційного видання Представництва Європейської комісії в Україні «Євробюлетень».

Могила Олекси Підлуцького, Байкове кладовище

- З вересня 2003 року працював доцентом кафедри періодичної преси Інституту журналістики.
- Паралельно з роботою в Інституті журналістики з 2009 року працював також доцентом Видавничо-поліграфічного інституту НТУУ «КПІ».

Володів англійською, польською, російською та українською мовами. Захоплювався історією та гірським туризмом.
Раптово помер 13 серпня 2020 року від серцевого нападу під час відпочинку у Туреччині. Похований в колумбарії Байкового кладовища (50°24′56.03″ пн. ш. 30°30′17.61″ сх. д. / 50.4155639° пн. ш. 30.5048917° сх. д.).

## Родина
- Дядько — Всеволод Нестайко (1930—2014), класик сучасної української дитячої літератури;
- батько — Підлуцький Георгій Іванович (1925—1992), історик, зав. відділу НДІ педагогіки України;
- мати — Підлуцька Галина Дмитрівна (1925—1995) — редактор на Українському телебаченні, вчитель;
- дружина — Підлуцька Людмила Сергіївна — інженер-хімік;
- діти: син — Денис ; дочка — Дарина.

## Публікації
Олекса Підлуцький:

- автор 68 наукових праць (в тому числі дві монографії), опублікованих в Україні;
- 24 наукові праці, опубліковані за кордоном (в Німеччині, Франції, Хорватії, Словаччині та Росії);
- понад 1400 публікацій в мас-медіа;
- книга «Постаті ХХ століття» (два видання: в 2004 та 2007 році);
- книга «25 портретів на тлі епохи» (два видання: в 2011 і 2012 році)[2]
- Лідери: монографія / О. Г. Підлуцький. — Київ: НТУУ «КПІ», 2014. — 154 с. : іл. — (Бібліотека газети «Дзеркало тижня. Україна»). — Бібліогр.: с. 148—153. — ISBN 978-966-622-651-1 (НТУУ «КПІ»). — ISBN 978-966-97376-1-8 (ТОВ «ЗН УА»).
- Портретний нарис у друкованій пресі / О. Г. Підлуцький. — Київ: НТУУ «КПІ», 2014. — 33 с.
- Репортаж у друкованій пресі / О. Г. Підлуцький .- Київ: НТУУ «КПІ», 2015. — 33 с.
- книга « Лідери, що змінили світ» (Харків: Фоліо, 2020 р.);